# 過活動膀胱
過活動膀胱（かかつどうぼうこう、overactive bladder OAB）は下部尿路症状(排尿障害)の一つであり、膀胱の急な不随意収縮(ウロダイナミクスで排尿筋過活動を確認できるが、必須ではない)に由来する尿意切迫感および頻尿の症状であり、尿失禁はあっても無くても良い。OABは病因に基づき、神経因性と非神経因性とに大別される。

## 概要
尿意切迫感を主症状とし、頻尿、夜間頻尿や、切迫性尿失禁を伴うこともあり、この症状の組み合わせで定義される。この定義は国際禁制学会（International Continence Society ; ICS）に基づく。 この用語の使用に関しては、間質性膀胱炎のような他の膀胱疾患でも似た症状が認められるので、依然として論議がある。当初のOABの定義は、一義的に、尿失禁を含むものであった。しかし、頻尿/尿意切迫感がありながら失禁を呈さないも場合でも、これらの症状が間質性膀胱炎の存在を示唆する場合には、OAB患者と呼ぶべきであると提唱されるようになった。実際、多くの泌尿器科医はOABを軽症の間質性膀胱炎と考えている。2006年の後半になって、ESSIC（間質性膀胱炎と膀胱痛症候群の研究に関する欧州学会）が提唱した間質性膀胱炎から膀胱痛症候群への名称変更によって、OABの命名に関する論争はさらに混沌となった。
OABの病因は未解明だが、排尿筋（膀胱平滑筋）の機能異常を含む。 OABは腹圧性尿失禁を含まない。
初期の報告はアメリカ合衆国あるいはヨーロッパにおける成人人口の約1/6がOABであると見積もっていた。先進国では平均年齢が高齢化しているため、加齢に伴い罹患率が増加するOABは将来さらに一般的な疾患になるであろうと予想されている。しかし、最近のフィンランドの集団に基づく調査は年齢層の分布に関する方法論的な欠陥および（初期の調査への）参加者の少なさによって、その罹患率がかなり過大評価されている事を示した。OABは初期に言われていた人口の半分を侵している。

## 治療

### 行動療法
OAB初期の第一選択として以下のような行動療法が行われる。
- 生活指導：水分摂取の制限、カフェインの忌避
- 膀胱再訓練：排尿間隔を少しずつ延長させ膀胱容量を増加させる訓練法
- 骨盤底筋訓練
- 排泄介助

### 薬物療法
OAB治療の根幹であり、抗コリン薬が最も多く利用されるが、ムスカリン受容体遮断による副作用に注意が必要である。
- 抗コリン薬：オキシブチニン、プロピベリン、トルテロジン、ソリフェナシン、イミダフェナシン、プロパンテリン臭化物、トロスピウムなど。また、フェソテロジン（fesoterodine）が2007年4月に欧州医薬品審査庁（European Medicines Agency）[8]、2008年10月にアメリカ食品医薬品局（FDA）で承認された[9]。
- 選択的β3アドレナリン受容体作動薬：ミラベグロン・ビベグロン。
- 塩酸フラボキサート：膀胱平滑筋への作用機序は明らかではないが[4]、頻尿、残尿感などへの効能を有する[10]。
- 抗うつ薬：三環系抗うつ薬（イミプラミン、アミノトリプチン、クロミプラミン）には遺尿症や夜尿症の効能を有するものがある[4]。
- レジニフェラトキシン、カプサイシン：脊髄性排尿筋過活動患者の尿失禁に対して、これら薬物の高濃度における無随知覚神経（C線維）の脱感作作用を利用した治療が試みられている[4]。
- ボツリヌストキシン：A型ボツリヌス毒素の膀胱内注入が、難治例で用いられる場合があり、メキシコ、チリ、ベネズエラで承認を受けている他、諸国で試験的に用いられている[11]。